# Marko Ivanović
Marko Ivanović (Praga, 1976) és un director d'orquestra i compositor txec d'arrel sèrbia.

## Estudis
Es va graduar al Conservatori de Praga i a l'Acadèmia d'Arts Escèniques en composició (prof. Václav Riedlbauch), direcció (prof. Radomil Eliška, Jiří Bělohlávek) i mestre de cor (prof. Miroslav Košler). L'any 1999 va realitzar unes pràctiques a la Hogeschool voor de Kunsten Utrecht amb Jurjen Hempel. El 2003 a Katowice, Polònia, es va convertir en el premiat del Concurs Internacional de Joves Directors G. Fitelberg. El 2008 es va doctorar en l'àmbit de la composició i teoria de la composició.

## Col·laboració amb orquestres i teatres d'òpera
Col·labora amb les principals orquestres txeques: Orquestra Simfònica de Praga FOK, Orquestra Simfònica de la Ràdio Txeca, Filharmònica Estatal de Brno, Filharmònica de Cambra de Praga, Filharmònica Bohuslav Martinů Zlín, etc. És convidat habitual dels majors festivals de música txeca: Primavera de Praga, Smetanova Litomyšl, Janáčkův maj, Festival de Música Sacra de Brno, Festival de Pasqua, etc. Durant el seu compromís al Teatre Nacional de Praga (2006-2010) va escenificar, entre altres coses, l'estrena txeca de l'òpera Curlew River de Benjamin Britten. Va col·laborar amb la cantant Soňa Červená a la reeixida òpera política d'Aleš Březina Zítra se bude. Va participar en la famosa producció A well-payed walk dirigida per Miloš Forman no només com a director, sinó també com a autor de nova instrumentació. El 2012, va presentar aquí la seva pròpia òpera Čarokraj com a director convidat.
Els majors èxits estrangers dels últims temps inclouen la presentació de la versió de Brno de Jenůfa de Janáček a Malmö el desembre de 2012 i el llançament d'una gravació en DVD d'aquesta producció un any més tard per al segell Naxos. Com a director convidat, també va visitar Alemanya, Polònia, Bòsnia, Japó i els EUA.
En els darrers anys, ha editat dos CD amb la Filharmònica de Cambra Pardubice (Arco Diva) i va fer una sèrie d'enregistraments per a la ràdio txeca.
Durant els anys 2009 – 2014, va ser el director en cap de la Filharmònica de Cambra de Pardubice. El 2015, Ivanović va treballar com a director en cap de l'Òpera Janáček de Brno, on, entre altres coses, va participar en la realització de la sèrie educativa Step behind the curtain. El 2016 va guanyar el premi Divadelní noviny a la millor producció musical de la temporada 2015/2016 per la producció de l'Epopeia de Gilgamesh de Bohuslav Martinů juntament amb Dido i Aneas de Henry Purcell.